# Плоп (Дондушенський район)
Плоп (рум. Plop) — село в Молдові в Дондушенському районі. Утворює окрему комуну.

## Відомі люди
- Врабіє Еміль - румунський мовознавець

## Пам'ятки природи
- Плопське джерело